# Odra 1304
Odra 1304 — польский транзисторный компьютер второго поколения, разработанный заводом электронного оборудования Elwro в 1968—1969 годах и выпускавшийся с 1970 по 1973 годы. Относится к семейству компьютеров Odra 1300. Является дальнейшим развитием модели Odra 1204, разработан на базе британского ICL 1904 производства International Computers Limited, но превосходил его по ряду параметров.

## Разработка
Разработка компьютера Odra 1304 началась в 1967 году на основе модели британского компьютера ICL 1904 производства International Computers Limited, чему предшествовало заключение контракта между познаньским заводом Elwro и британской фирмой ICL. Первые испытания новой модели состоялись в 1968 году, по итогам которых были внесены ряд исправлений (в том числе в конструкцию процессора), а через год Комиссия по оценке математических машин (пол. Komisja Oceny Maszyn Matematycznych) подтвердила, что программное обеспечение ICL 1904 полностью совместимо с моделью Odra 1304.
Модель Odra 1304 была представлена на Лейпцигской ярмарке 1969 года, а также на выставках в Познани и Москве (по случаю 25-летия ПНР). Один экземпляр был установлен в том же году на заводе ZETO во Вроцлаве и введён в эксплуатацию на следующий год при участии представителей ICL. В 1970 году модель Odra 1304 была официально представлена на Вроцлавском заводе ZETO.

## Общая характеристика

### Аппаратное обеспечение

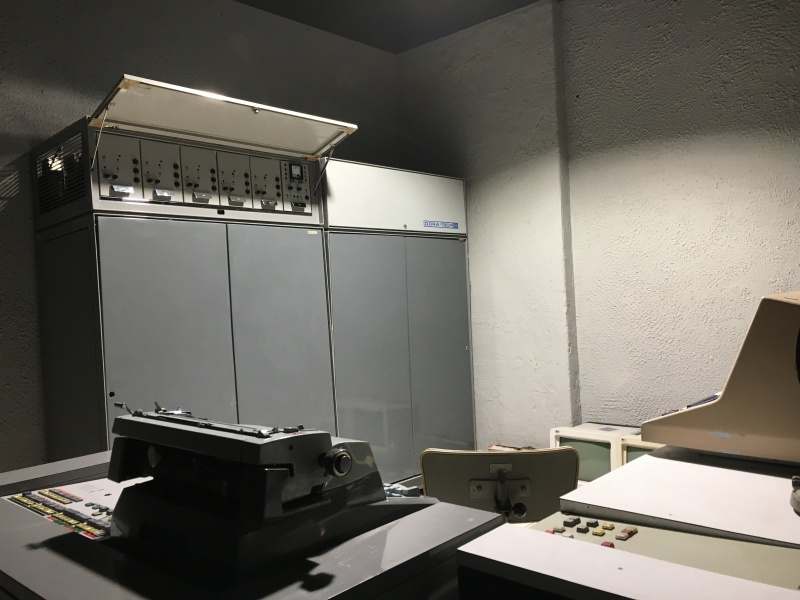
Модель Odra 1304 в Музей истории компьютеров и информатики в Катовице

Согласно задумке, первые модели Odra 1304 использовались для проверки правильности проектных данных и для испытания программного обеспечения на предмет совместимости. Комиссия по оценке математических машин (пол. Komisja Oceny Maszyn Matematycznych) в 1969 году утверждала, что уровень программного обеспечения позволяет реализовать свыше 6 млн. лет заказов, то есть около 2 тысяч человеко-лет работы программистов по тем временам. В 1970 году во Вроцлаве состоялись сравнительные испытания модели с британской ICL 1904, которые показали, что польский экземпляр превосходил «британца» в плане быстродействия и был эффективнее многих других компьютеров стран СЭВ. В плане габаритов он был меньше, потреблял меньше электричества и вырабатывал меньше тепла.
В модели Odra 1304 использовалась модульная память, как и в Odra 1204 — в том числе магнитные сердечники меньшего размера. Её ключевой характеристикой было время доступа к памяти, не превышавшее 6 мкс: испытания Elwro под руководством Януша Ксенжека позволили свести это время до 1,2 мкс, но подобная наработка применялась уже в последующих моделях. Также присутствовало постоянное запоминающее устройство, разработанное по гибридно-транзисторной технологии: память объёмом 2Кб и временем доступа 2 мкс фактически отвечала за управление компьютером, чего не было в компьютерах СЭВ и редко встречалось в компьютерах западных стран. Также в компьютере был иной процессор, отличавшийся от использовавшегося в модели ICL 1904. Использование тех же технологий при сборке Odra 1304, что и при сборке Odra 1204, сыграло главную роль в быстром запуске серийного производства компьютеров.
Использовавшиеся внешние устройства не были совместимы с моделью Odra 1304 или ICL 1904: база данных, которую Elwro получил от ICL, предоставлялась на магнитных лентах и перфокартах, использование которых в предыдущих моделях семейства Odra было невозможным. Частично проблема решалась с помощью нескольких внешних устройств ввода/вывода, специально поставленных для новых моделей. Постоянное решение удалось найти команде инженера Хелиодора Станека, которая разработала новые устройства (для чтения лент и перфокарт и для перфорирования), совместимые с моделями типа ICL 1904 и соответствовавшие стандарту SI 1900. На Заводе точной механики «МЕРА-Блоне» в Блоне разработан линейный принтер, механизм печати которого 666/V3 был также приобретён у ICL. Шестью считывателями магнитной ленты управлял ленточный адаптер MT 304, совместимый со считывателями магнитных лент MERAMAT PT-2. Позже было разработано устройство управления накопителя на магнитных дисках со сменными пластинами (PDS 325). Диаметр пластины составлял 50 см, пластины хранились в шкафах с блоками управления, а сами шкафы подключались к компьютеру с помощью кабеля. Каждый такой магнитный диск вмещал до 8,2 млн символов, скорость передачи данных с использованием этого диска достигала 208 тысяч символов в секунду.

### Программное обеспечение
Тестовое программное обеспечение для Odra 1204 не было совместимо с моделью Odra 1304, поэтому команда Эдварда Зайера занялась разработкой собственной тестовой программы, соответствовавшей стандартам ICL, но адаптированной к Odra 1304. Программа оказалась достаточно эффективной, поскольку могла определять не только правильность работы каждого выпущенного экземпляра, но и указывать, в работе какого элемента присутствуют ошибки. В качестве операционной системы использовалась EXEC как расширение к операционной системе GEORGE 2 или GEORGE 3.
Представители ICL оказали большую помощь полякам по вопросам программного обеспечения, но не обсуждали с ними вопросы, связанные с техническим устройством компьютера и технологиями производства. Техническую документацию они не могли предоставить, но польская сторона за ней в принципе не обращалась, понимая, что COCOM строго следил за экспортом технологий в страны соцлагеря.

### Практическое применение
Один экземпляр был введён в эксплуатацию в Центральном статистическом офисе Польши в 1970 году. В 1974 году ещё один экземпляр Odra 1304 был установлен и запущен во Вьетнаме (Ханой) в Комитете по науке и технологиям. Известно, что в 1978 году команда программистов из Райнарда Врубеля, Кжиштофа Вольного и Ежи Ваната написала специальную программу для Odra 1304, чтобы определить, кто станет чемпионом мира по футболу на проходившем в тот год первенстве. Они ввели результаты команд-участниц финала и личные результаты отдельных игроков. Компьютер выдал точное предсказание: победителем станет сборная Аргентины.
Сохранившийся экземпляр Odra 1304 (возрастом более 50 лет) является с 2018 года экспонатом Музея истории компьютеров и информатики в Катовице. Согласно представителям музея, компьютер был сохранён лишь частично, что не исключает возможности восстановления его прежней работоспособности.

### Технические характеристики[8]
- Длина машинного слова: 24 бит[пол.]

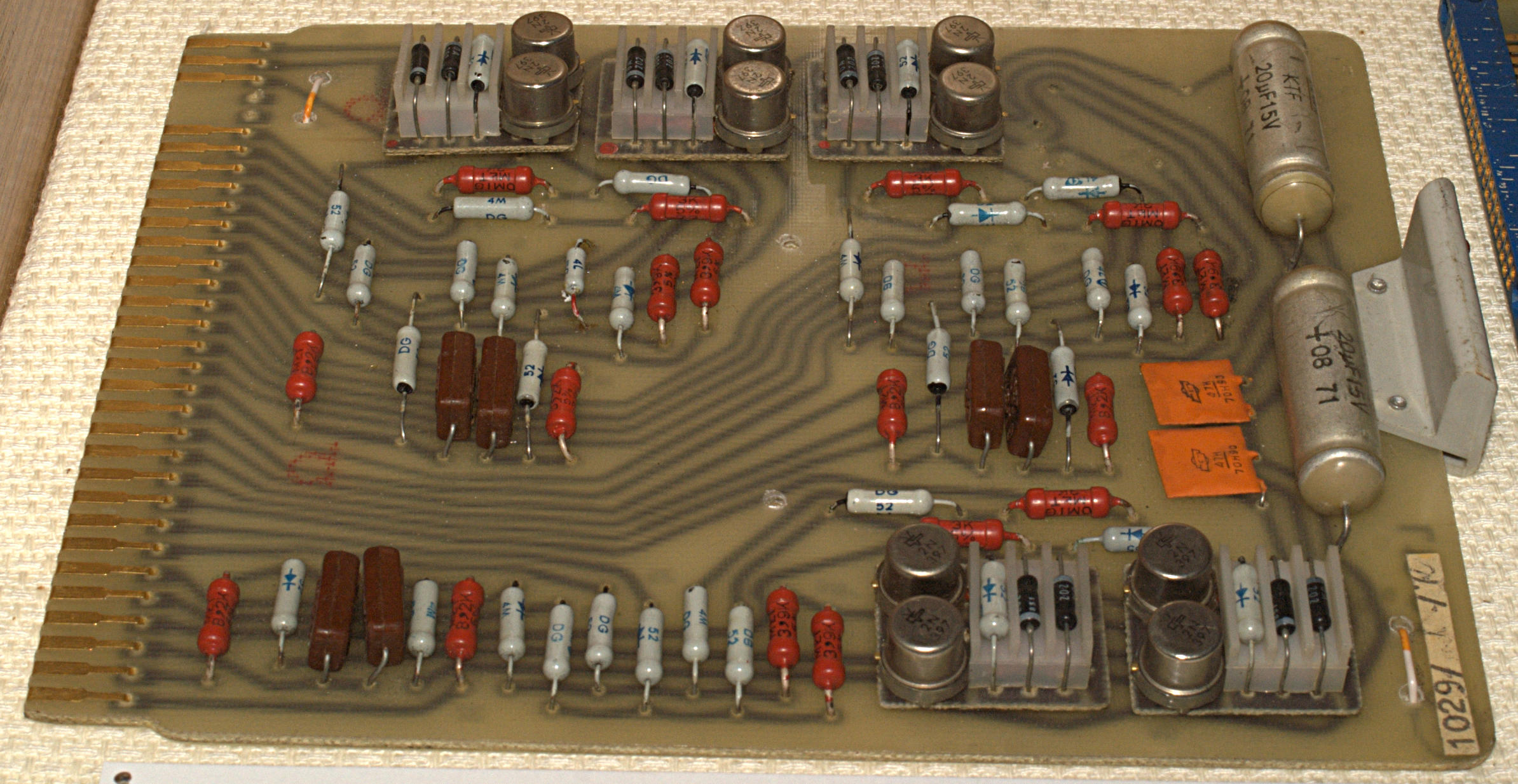
Печатная плата компьютеров Odra 1204 и Odra 1304 в Музее компьютеров при Варшавской политехнике

- Производительность: 50 тысяч операций/сек.[1]
- Поддерживаемые языки программирования: Fortran 1900, PLAN[пол.], Алгол, Кобол, SIMON, CSL
- Внутренняя память: ферритовая[1] объёмом 32, 64 или 128 килослов (цикл доступа 6 мкс)[1]
- Постоянное запоминающее устройство (микропрограммы): трансформаторная память[9], 512 слов по 44 бита[10]
- Внешняя память: магнитная лента типа PT-2[пол.] или PT-3[пол.] и жёсткий диск объёмом 8 МБ (болгарского производства), реже 64 МБ производства ICL
- Устройства ввода-вывода:
  - Монитор (телетайп)
  - Устройства чтения перфоленты (CT 304) и перфокарт (CK 304)[1]
  - Устройство для перфорирования DT 304[1]
  - Линейный принтер[англ.] DW 304[1]
  - Мультиплексор
  - Терминал
- Стоимость 1 млн. операций: 0,078 злотых (по ценам 1976 года)

## Выпуск
Пробная серия была выпущена в 1969 году. Серийное производство осуществлялось в 1970—1973 годах: всего было выпущено 90 экземпляров, из которых 17 были экспортированы. Выпуск по годам:
- 1970 год — 8 единиц
- 1971 год — 25 единиц[1]
- 1972 год — 37 единиц
- 1973 год — 20 единиц

Производство модели застопорилось из-за отказа британцев поставлять интерфейсные кабели в Польшу, поскольку те были недовольны тем, что поляки собрали более эффективную машину. Проблема разрешилась только после того, как производство нужных кабелей наладил завод в Быдгоще.